# La Quête des anneaux
La Quête des anneaux (Quest for the Rings) est un jeu vidéo publié en 1981 sur Videopac. Il s'agit du premier (le second en Europe) jeu de la série Master Strategy Series, proposant une expérience entre le jeu vidéo, le jeu de plateau et le jeu de rôle.